# Grabovac Vojnićki
Grabovac Vojnićki – wieś w Chorwacji, w żupanii karlowackiej, w gminie Krnjak. W 2011 roku liczyła 55 mieszkańców.